# Kenji Miyamoto (Eiskunstläufer)
Kenji Miyamoto (jap. 宮本 賢二 Miyamoto Kenji; * 6. November 1978 in Himeji) ist ein japanischer ehemaliger Eistänzer und Eiskunstlauf-Choreograf.

## Karriere

### Als Sportler
Kenji Miyamoto begann 1982 mit dem Eiskunstlauf. Mit Rie Arikawa gewann er in der Saison 2004/05 die japanischen Juniorenmeisterschaften im Eistanz. Sie gewannen zwei weitere Medaillen bei den Juniorenmeisterschaften und insgesamt fünf, darunter zwei Goldmedaillen, bei den Japanischen Meisterschaften. Sie nahmen viermal an den Vier-Kontinente-Meisterschaften teil; ihre höchste Platzierung war der 8. Platz in den Jahren 2002 und 2003. 2002 vertraten sie Japan bei den Weltmeisterschaften, wo sie den 24. Platz belegten. 2003 lösten sie ihre Partnerschaft auf.
Ab der Saison 2003/04 bildete Miyamoto ein Paar mit Nakako Tsuzuki. Gemeinsam gewannen sie dreimal in Folge die Silbermedaille bei den Japanischen Meisterschaften. Bei den Vier-Kontinente-Meisterschaften belegten sie in ihrer ersten gemeinsamen Saison den 9., danach zweimal den 8. Platz. Nach der Saison 2005/06 beendeten beide ihre Wettbewerbskarriere.

### Als Choreograf
Seit dem Ende seiner Wettbewerbskarriere arbeitet Miyamoto als Choreograf für den Eiskunstlauf. Er entwarf Programme unter anderem für Tatsuki Machida, Satoko Miyahara, Javier Fernández, Keiji Tanaka, Kana Muramoto und Daisuke Takahashi. Für Shōma Uno choreografierte er das Kurzprogramm für die Saison 2021/22, mit dem Uno Weltmeister wurde. Für Yuzuru Hanyū erstellte er zahlreiche Gala- und Showprogramme.
Miyamoto wirkte auch als Choreograf an Anime-Produktionen mit, die Eiskunstlauf zum Thema haben. Er entwickelte Choreografien für den Kurzfilm Endless Night von Sayo Yamamoto aus dem Jahr 2015. Für die ebenfalls von Yamamoto geschaffene Serie Yūri!!! On Ice entwickelte Miyamoto eine große Bandbreite an Eiskunstlauf-Programmen für die Teilnehmer der in der Serie dargestellten Wettbewerbe. Er lief alle Programme als Vorlage für die Animation und nahm außerdem den Klang der verschiedenen Eiskunstlaufelemente auf, der in der Serie zu hören ist.

## Ergebnisse
(mit Nakako Tsuzuki)
| Meisterschaft / Saison          | 03–04 | 04–05 | 05–06 |
| ------------------------------- | ----- | ----- | ----- |
| Vier-Kontinente-Meisterschaften | 9.    | 8.    | 8.    |
| Japanische Meisterschaften      | 2.    | 2.    | 2.    |
| Grand-Prix-Serie / Saison       | 03–04 | 04–05 | 05–06 |
| Cup of Russia                   | 11.   |       | 11.   |
| NHK Trophy                      | 10.   | 9.    | 11.   |
| Trophée Eric Bompard            |       | 11.   |       |

(mit Rie Arikawa)
| Meisterschaft / Saison             | 95–96 | 96–97 | 97–98 | 98–99 | 99–00 | 00–01 | 01–02 | 02–03 |
| ---------------------------------- | ----- | ----- | ----- | ----- | ----- | ----- | ----- | ----- |
| Weltmeisterschaften                |       |       |       |       |       |       | 24.   |       |
| Vier-Kontinente-Meisterschaften    |       |       |       | 9.    | 11.   |       | 8.    | 8.    |
| Japanische Meisterschaften         |       |       |       | 2.    | 3.    | 3.    | 1.    | 1.    |
| Grand-Prix-Serie / Saison          | 95–96 | 96–97 | 97–98 | 98–99 | 99–00 | 00–01 | 01–02 | 02–03 |
| Trophée Lalique                    |       |       |       |       |       | 12.   |       |       |
| NHK Trophy                         |       |       |       | 9.    | 9.    |       | 9.    | 11.   |
| Sparkassen Cup                     |       |       |       |       | 9.    |       |       |       |
| Skate America                      |       |       |       | 9.    |       |       |       |       |
| Skate Canada                       |       |       |       |       |       | 10.   |       |       |
| Sonstige / Saison                  | 95–96 | 96–97 | 97–98 | 98–99 | 99–00 | 00–01 | 01–02 | 02–03 |
| Asienspiele                        |       |       |       | 2.    |       |       |       | 3.    |
| Winter-Universiade                 |       |       |       |       |       | 16.   |       |       |
| Juniorenwettbewerb / Saison        | 95–96 | 96–97 | 97–98 | 98–99 | 99–00 | 00–01 | 01–02 | 02–03 |
| Juniorenweltmeisterschaften        | 22.   |       | 16.   |       |       |       |       |       |
| Japanische Juniorenmeisterschaften | 1.    | 2.    | 1.    |       |       |       |       |       |